# Girasole
Girasole is een gemeente in de Italiaanse provincie Nuoro (voormalig: Ogliastra) (regio Sardinië) en telt 1.325 inwoners (31-03-2022). De oppervlakte bedraagt 13,0 km², de bevolkingsdichtheid is 78 inwoners per km².
De volgende frazioni maken deel uit van de gemeente: -.

## Demografie
Girasole telt ongeveer 357 huishoudens. Het aantal inwoners steeg in de periode 1991-2001 met 16,8% (116 inwoners) volgens cijfers uit de tienjaarlijkse volkstellingen van ISTAT. Sinds de telling in 2001 (21 jaar geleden) is het inwonertal in Girasole gestegen met 379 inwoners, er is sprake van een stijging van het aantal inwoners in Girasole.
| Jaar | Inwoneraantal |
| ---- | ------------- |
| 1991 | 810           |
| 2001 | 946           |
| 2004 | 1.020         |
| 2018 | 1.308         |
| 2023 | 1.350         |

## Geografie
De gemeente ligt op ongeveer 10 meter boven zeeniveau.
Girasole grenst aan de volgende gemeenten: Lotzorai, Tortolì, Villagrande Strisaili.
Arzana · Bari Sardo · Baunei · Cardedu · Elini · Gairo · Girasole · Ilbono · Jerzu · Lanusei · Loceri · Lotzorai · Osini · Perdasdefogu · Seui · Talana · Tertenia · Tortolì · Triei · Ulassai · Urzulei · Ussassai · Villagrande Strisaili
1. ↑  https://demo.istat.it/?l=it.